# Operação Cartago
Operação Cartago, em 21 de março de 1945, foi um ataque aéreo britânico em Copenhague, Dinamarca durante a Segunda Guerra Mundial, que causou dano colateral significativo. O alvo do ataque era a Shellhus, a sede da Gestapo no centro da cidade. Foi usada para o armazenamento de dossiês e a tortura de cidadãos dinamarqueses durante os interrogatórios. A resistência dinamarquesa há muito pedia aos ingleses que fizessem uma incursão contra o local. O prédio foi destruído, 18 prisioneiros foram libertados e as atividades anti-resistência nazistas foram interrompidas. Um documentário online inclui imagens feitas pela RAF e entrevistas com os envolvidos Parte do ataque foi dirigida erroneamente contra uma escola próxima; o ataque causou a morte de 125 civis (incluindo 86 crianças em idade escolar e 18 adultos na escola). O ataque aéreo de Aarhus foi um ataque semelhante contra a sede da Gestapo em Aarhus em 31 de outubro de 1944, que teve sucesso.

## Antecedentes
O ataque foi solicitado por membros da resistência dinamarquesa para libertar membros presos e destruir os registros da Gestapo, para interromper suas operações. A RAF inicialmente recusou o pedido por ser muito arriscado, devido à localização no centro da cidade lotado e à necessidade de bombardeios de baixo nível, mas eles aprovaram o ataque no início de 1945 após repetidos pedidos. Depois que a aprovação foi dada, o planejamento do ataque levou várias semanas; modelos em escala do edifício alvo e da cidade ao redor foram construídos para uso por pilotos e navegadores em preparação para um ataque de nível muito baixo.

## Ataque

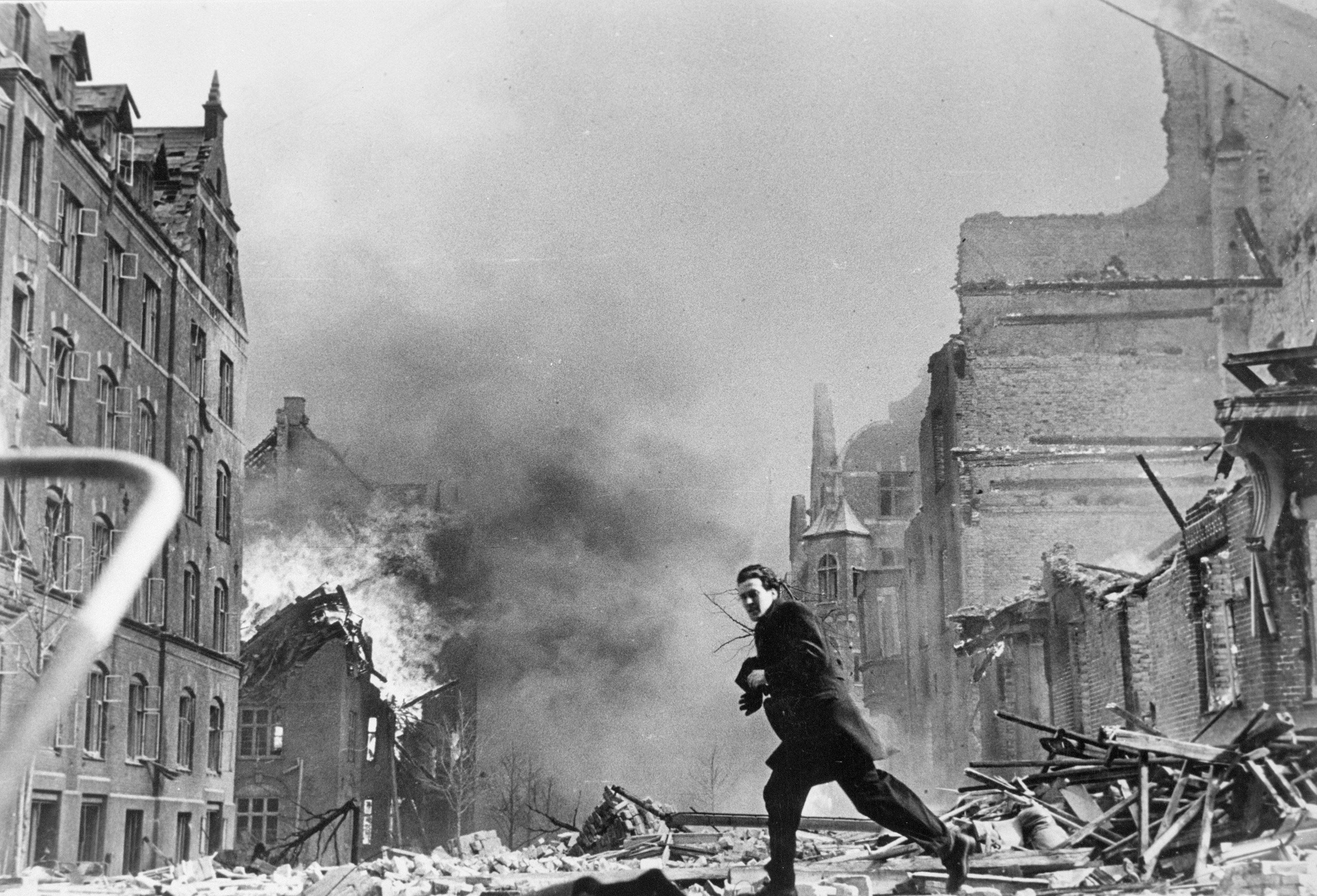
Ilustração.

As forças do ataque consistia em caça-bombardeiros de Havilland DH.98 Mosquito F.B.VI da Força Aérea Real do Grupo N.º 2 da RAF da Asa N.º 140 da RAF, compreendendo o Esquadrão N.º 21 da RAF, Esquadrão N.º 464 da RAAF e Esquadrão N.º 487 da RNZAF. As aeronaves voaram em três ondas de seis aviões cada, com dois Mosquito B.IVs de reconhecimento da Unidade de Produção de Filmes da Força Aérea Real para registrar os resultados do ataque. Há um curta-metragem feito pela RAF, que é usado em outros documentários online e a versão citada é de um jornal dinamarquês atualmente. Trinta caças Mustang da RAF deram cobertura aérea de aeronaves alemãs e também atacaram armas antiaéreas durante a operação.
A força deixou a RAF Fersfield pela manhã e chegou em Copenhague depois das 11:00. O ataque foi realizado ao nível dos telhados e durante o primeiro ataque, um Mosquito atingiu um poste de luz, danificando sua asa e colidindo contra a Escola Joana d'Arc, a cerca de 1.5 km (0.93 mi) do alvo, causando um incêndio. Vários bombardeiros na segunda e terceira onda atacaram a escola, confundindo-a com seu alvo.

## Consequências
No dia seguinte, um avião de reconhecimento examinou o alvo para avaliar os resultados. Os danos foram graves, com a ala oeste do edifício de seis andares reduzida quase ao nível do solo. O subsolo dinamarquês forneceu uma fotografia mostrando o prédio queimando de ponta a ponta. O ataque destruiu a sede e os registros da Gestapo, interrompendo severamente as operações da Gestapo na Dinamarca, além de permitir a fuga de 18 prisioneiros. Cinquenta e cinco soldados alemães, 47 funcionários dinamarqueses da Gestapo e oito prisioneiros morreram no edifício. Quatro bombardeiros Mosquito e dois caças Mustang foram perdidos, e nove aviadores aliados foram mortos. Na Escola Joana d'Arc, 86 crianças e 18 adultos foram mortos, muitos deles freiras.
Em 14 de julho de 1945, restos mortais de uma vítima masculina não identificada foram recuperados das ruínas da Shellhus e transferidos para o Departmento de Medicina Legal da Universidade de Copenhague. Isso voltou a acontecer quatro dias depois e as duas vítimas foram sepultadas no Cemitério de Bispebjerg em 4 e 21 de setembro, respectivamente.

## Representações culturais
- Skyggen i mit øje ("O Bombardeio"), filme dinamarquês de 2021

## Galeria

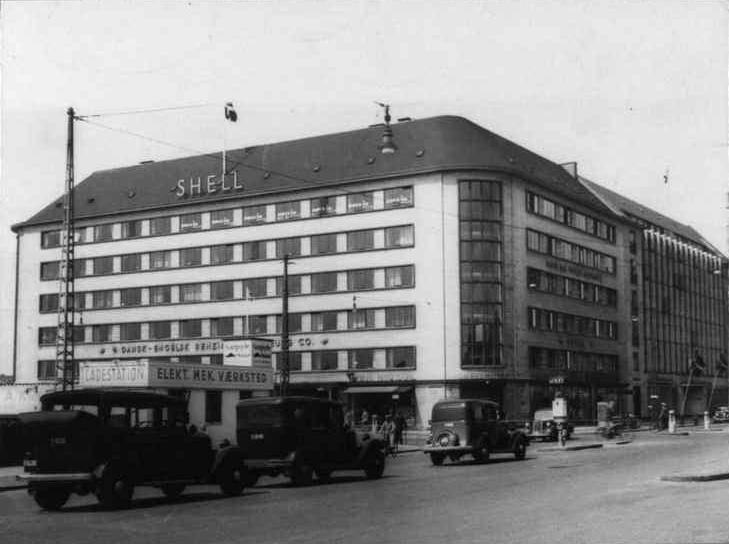
Shellhus antes do bombardeio. Na época do bombardeio foi pintado em cores de camuflagem
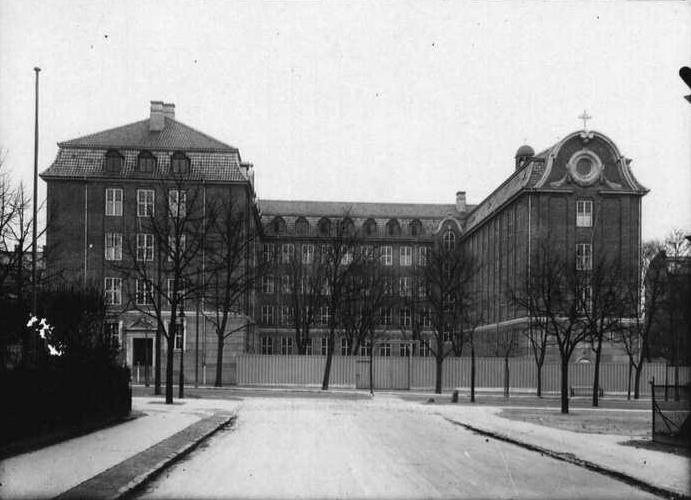
Instituto Joana d'Arc, uma escola católica para meninas em Frederiksberg Allé, Frederiksberg, Copenhague. Fundada em 1924, bombardeada por acidente pela RAF
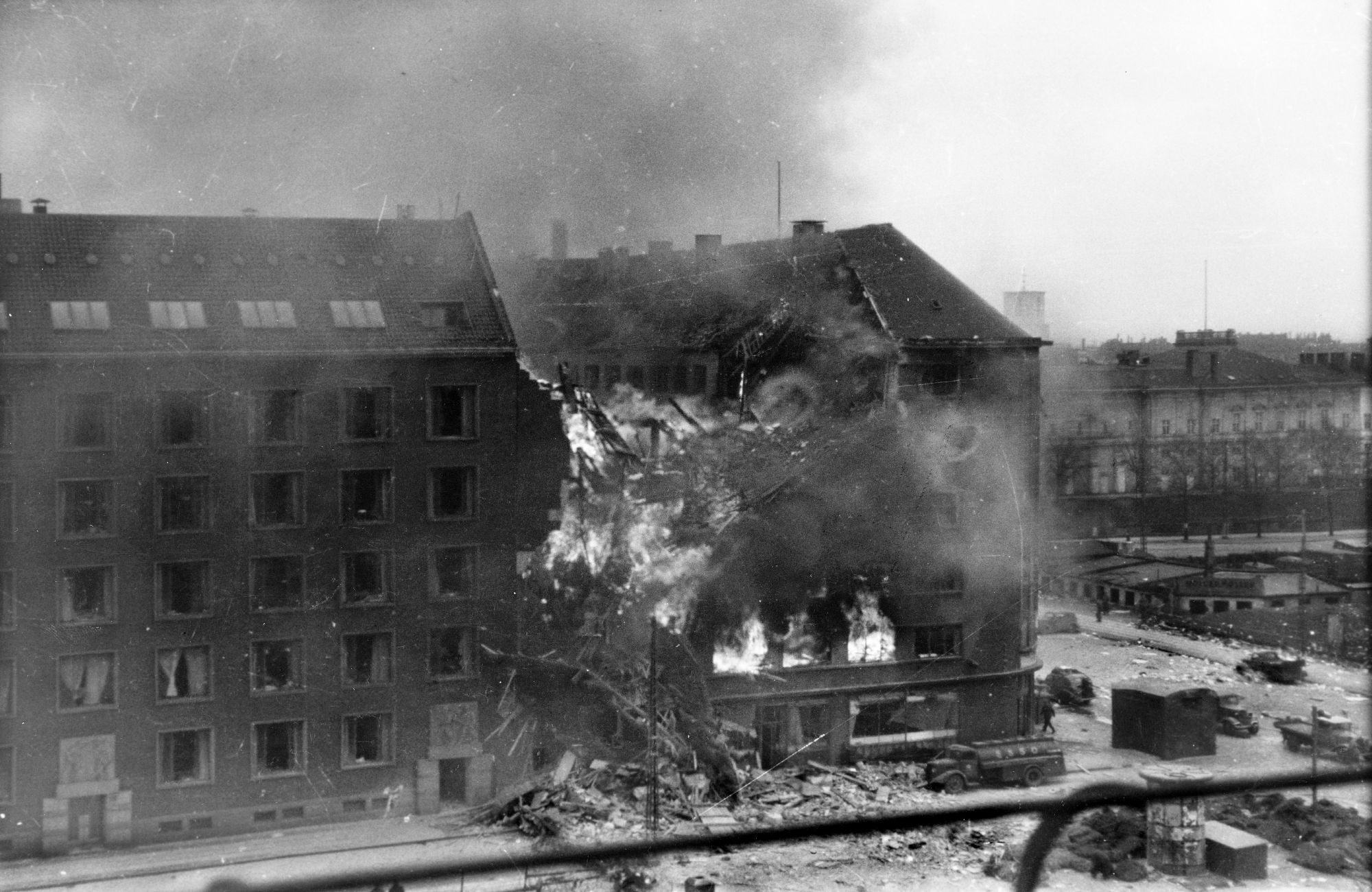
Shellhus queimando após o bombardeio
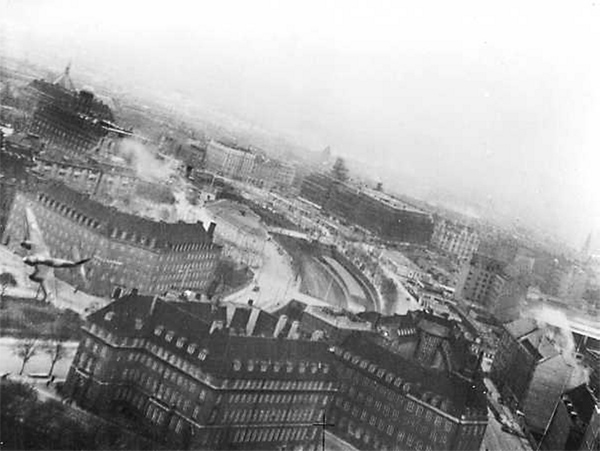
A sede da Gestapo na Shellhus, Copenhague, em março de 1945 durante a Operação Cartago
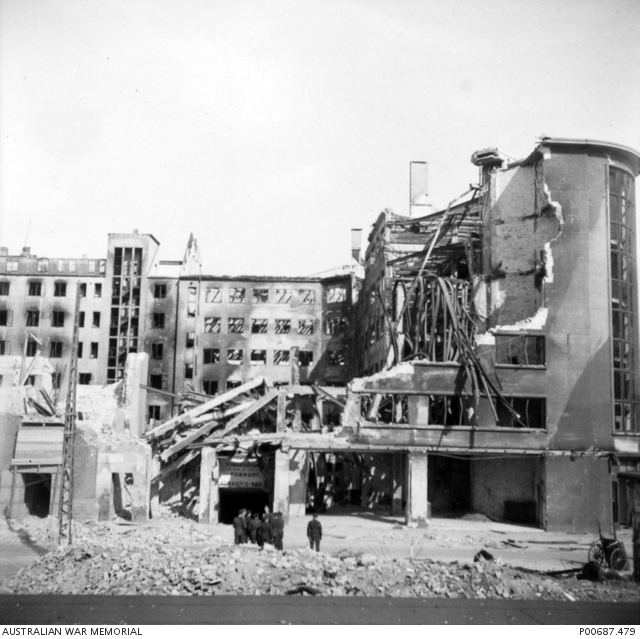
Consequências: ruínas da Shellhus